# Celebrità del web
Una celebrità (o star) del web, o di Internet, è una celebrità che ha acquisito o sviluppato la sua fama e il proprio personaggio pubblico attraverso il web. L'ascesa dei social media ha permesso alle persone di raggiungere un pubblico potenzialmente globale senza l'appoggio o la mediazione di organizzazioni terze, creando di fatto una nuova categoria di personaggi famosi. 
Le celebrità di internet possono essere assunte da aziende di marketing di influenza per pubblicizzare prodotti presso i loro fan e follower nelle piattaforme internet da loro utilizzate. Le celebrità di internet spesso promuovono esplicitamente o implicitamente uno stile di vita o atteggiamenti particolari; in questo ruolo, possono influenzare o fare da cassa di risonanza per tendenze sociali in generi quali la moda, la tecnologia, i videogiochi, la politica e l'intrattenimento.
Vi sono categorie in base al numero di follower: massinfluencer con oltre un milione di follower, macroinfluencer fra 100 mila e un milione di follower, microinfluencer tra 10 e 100 mila, nanoinfluencer sotto i 10 mila follower.

## Storia
Nel 1991, con l'ampia disponibilità pubblica di internet e del World Wide Web, furono creati numerosi siti Web con la funzione di forum di discussione per argomenti di interesse comune. In alcune aree tematiche, questo ha consentito agli utenti di ottenere consigli e assistenza da parte di utenti esperti in quel campo, il tipo di informazioni che in genere mancava nei media tradizionali o nei siti Web aziendali. Ne sono derivati siti di social media dedicati, in cui gli utenti potevano creare profili e fare amicizia con altri utenti; il primo sito di questo genere è stato SixDegrees.com nel 1997. Inoltre, i primi siti web che supportano i blog sono nati intorno al 1997 e hanno fornito agli utenti un mezzo per pubblicare articoli e storie personali.
Uno studio del 2001 dell'Università di Rutgers scoprì che le persone utilizzavano "forum su internet come fonti influenti di informazione per consumatori". I consumatori utilizzavano forum su internet e i social media per prendere decisioni di acquisto, al di là della pubblicità tradizionale e delle fonti stampate. I primi anni 2000 hanno visto tentativi aziendali di utilizzare internet, con alcune società impegnate in forum per la promozione o per offrire ai blogger prodotti gratuiti in cambio di recensioni positive. Alcune di queste pratiche erano considerate anti-etiche. Blogstar Network, lanciato nel 2004 da Ted Murphy di MindComet, invitava i blogger a una mailing list per ricevere offerte pagate dalle aziende in base ai tipi di inserzioni che avrebbero pubblicato, come pochi dollari per la recensione nel loro blog di una catena di fast food. Blogstar è considerato il primo network di marketing di influenza.
Murphy proseguì l'attività di Blogstar con PayPerPost, lanciato nel 2006, che pagava autori influenti nei forum più grandi e sui social media per ogni post su un prodotto aziendale, con parcelle basate sullo stato di influenza dell'individuo. PayPerPost era popolare e ha ispirato molti altri programmi simili da parte di altre società, ma fu molto criticato perché questi influencer non erano tenuti a rivelare il loro coinvolgimento con PayPerPost, come invece era d'obbligo per il giornalismo tradizionale e rese il pubblico consapevole che c'era un interesse aziendale nell'influenzare ciò che alcune persone pubblicavano su questi siti. Nonostante le preoccupazioni e le critiche, i network di marketing di influenza hanno continuato a crescere nel resto degli anni 2000 e 2010. L'industria del marketing di influenza dovrebbe raggiungere i 15 miliardi di dollari entro il 2022, rispetto agli 8 miliardi di dollari nel 2019, secondo le stime di Business Insider Intelligence, basate su dati Mediakix.

## Tipologie
A seconda di come hanno raggiunto la fama, le celebrità di internet possono raggiungere il loro pubblico in diversi modi. Milioni di persone scrivono blog o articoli online, ma la maggior parte non riesce a diventare celebrità di internet. In molti casi, i contenuti non raggiungono un vasto pubblico, e potrebbero essere destinati a un piccolo pubblico di nicchia. Se un autore ha o sviluppa una personalità distintiva, ciò può portargli più notorietà di quanto non faccia ciò che scrive o dice.

### Il fenomeno YouTube e il "vlogging"

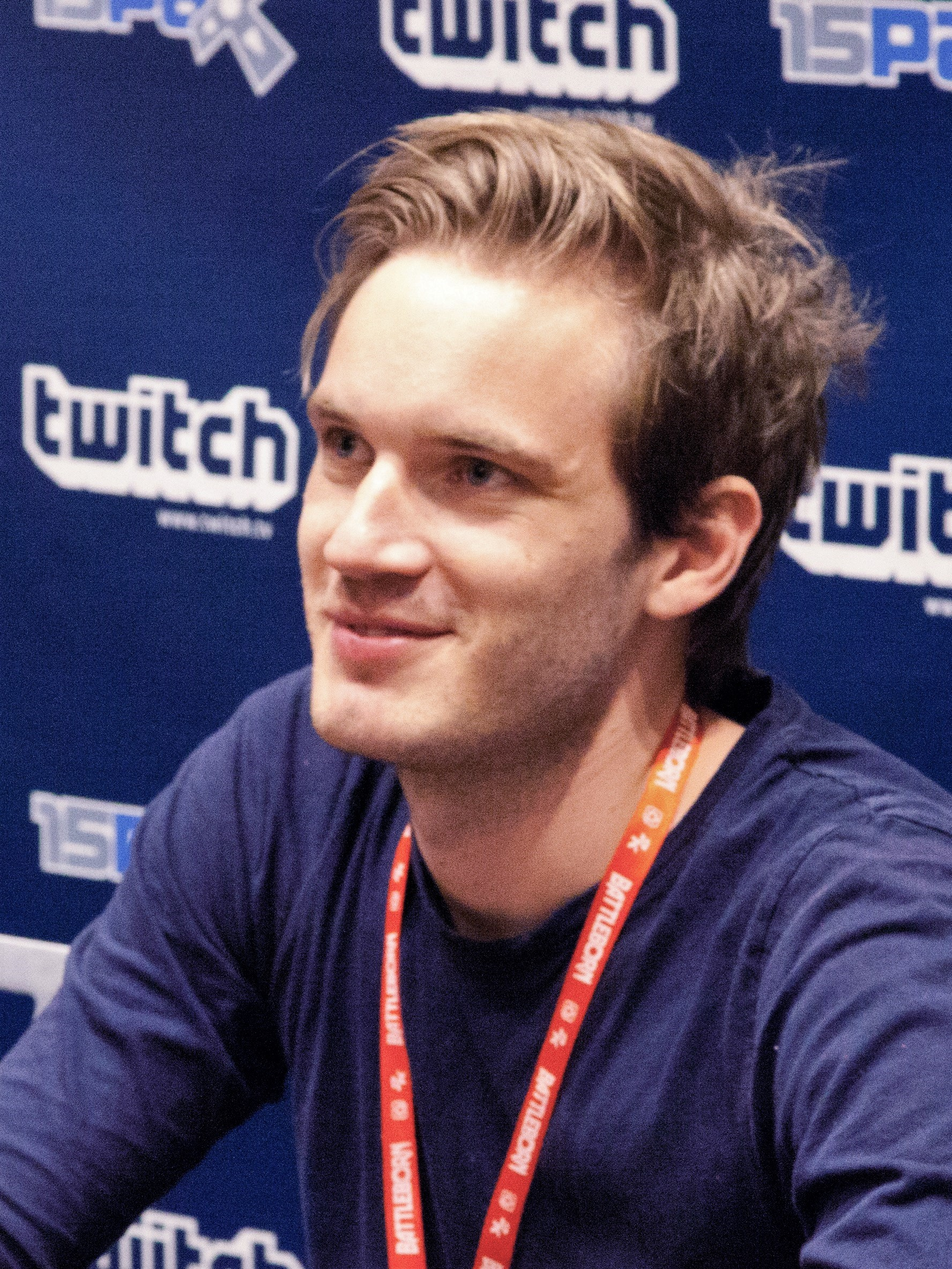
PewDiePie, nota celebrità di internet e il secondo youtuber più seguito.

YouTube si è affermato come una delle più grandi piattaforme per il lancio di celebrità di internet. I singoli utenti possono registrare video delle loro vite quotidiane e caricarli online tramite il sito. Questa attività è nota come video blogging o vlogging. Gli autori dei video su YouTube (noti come youtuber) e i video vengono organizzati in canali, dove tipicamente ciascun youtuber gestisce un canale a proprio nome, e carica in quel canale tutti o quasi tutti i propri video. Gli utenti del sito fruiscono dei video realizzati dagli youtuber, che ricevono una parte dei proventi che YouTube realizza tramite pubblicità.
Al di là dei generi o dei tipi di video che realizzano, le celebrità di YouTube sono riuscite a creare un settore florido con milioni di utenti affezionati. Ad esempio, lo youtuber svedese PewDiePie realizza video di giochi e comici e al settembre 2019 il suo canale ha circa 100 milioni di iscritti ed è quello con più iscritti in assoluto non gestito da una corporazione.
Ogni minuto vengono caricate su YouTube 300 ore di video, e ogni giorno vengono guardati 5 miliardi di video. Gli inserzionisti, nel tentativo di raggiungere adolescenti e millennial che non guardano la televisione e i film tradizionali, hanno iniziato a contattare youtuber e altre celebrità di internet. Al 2017, YouTube ha 1,5 miliardi di utenti attivi mensili e molti YouTuber hanno milioni di "iscritti".
Gli youtuber sembrano avere una maggiore influenza sui millennial rispetto alle celebrità tradizionali, almeno secondo le indagini condotte negli Stati Uniti. Uno dei motivi principali è che la maggior parte dei millennial non guarda la TV, ma preferisce invece utilizzare piattaforme a cui può accedere dai propri dispositivi mobili. Il 70% degli utenti di YouTube ha affermato che gli youtuber cambiano e modellano la cultura pop, e il 60% ha affermato che darebbero maggior peso, nelle proprie decisioni di acquisto, alle raccomandazioni del proprio youtuber preferito piuttosto che a quelle di una star del cinema o della TV.

### Micro-celebrità
Una micro-celebrità è una persona famosa all'interno di una certa nicchia di utenti su una piattaforma social. Le micro-celebrità spesso si presentano come personaggi pubblici. Il concetto di micro-celebrità è stato originariamente sviluppato da Theresa Senft nel suo libro del 2008, Camgirls: Celebrity and Community in the Age of Social Networks. Secondo Senft, il concetto di micro-celebrità "è meglio inteso come un nuovo stile di performance online che spinge le persone a incrementare la propria popolarità sul web usando media come video, blog e social network".
Altre persone che hanno studiato le micro-celebrità includono Crystal Abidin, Anne Jerslev, Alice Marwick e Tobias Raun. Secondo Raun, una micro-celebrità è "un tipo di identità collegata quasi esclusivamente a internet, che caratterizza un processo attraverso il quale le persone esprimono, creano e condividono le loro identità online". Non è il caso comunque di farsi ingannare dal termine: anche se i destinatari dei contenuti costituiscono una nicchia, in apparenza marginale, che si raccoglie online attorno all'influencer, il numero di follower di una micro-celebrità può essere decisamente alto, anche di alcuni milioni.
Secondo Senft e Marwick, le micro-celebrità differiscono dalle forme più tradizionali di celebrità associate alle star di Hollywood perché la popolarità di una micro-celebrità è spesso direttamente collegata al loro pubblico, e il pubblico arriva ad esigere un certo grado di autenticità e trasparenza. Gli influencer di questo tipo spesso intrattengono uno stretto rapporto coi propri follower attraverso un certo numero di piattaforme diverse, spesso in tempo reale, e mettendo in mostra contenuti il cui unico interesse è la semplice l'autenticità dell'autore, che si mostra ai propri follower in normali attività quotidiane.

### Wanghong
I wanghong sono la versione cinese delle celebrità di internet. I wanghong utilizzano le alternative cinesi ai social media occidentali, e si finanziano in gran misura gestendo una linea di prodotti a proprio nome che vendono direttamente ai propri follower tramite siti di commercio consumer to consumer (C2C) come Taobao.
CBN Data, una società di dati commerciali affiliata al gruppo Alibaba, ha stimato il valore dell'economia delle celebrità di internet cinesi 58 miliardi di yuan nel 2016, che era più del totale delle entrate al botteghino di tutti i cinema cinesi per il 2015.
La maggiore differenza tra le celebrità cinesi su internet e le loro controparti occidentali è che i profitti generati dalle celebrità cinesi possono essere immensi. A differenza di YouTube, che ottiene il 45% delle entrate pubblicitarie, Weibo, una delle più grandi piattaforme social cinesi, non è coinvolta nella pubblicità, il che consente agli wanghong di essere più indipendenti. Il reddito mensile degli influencer cinesi può superare i 10 milioni di yuan (13 milioni di euro).

## Fonti di reddito

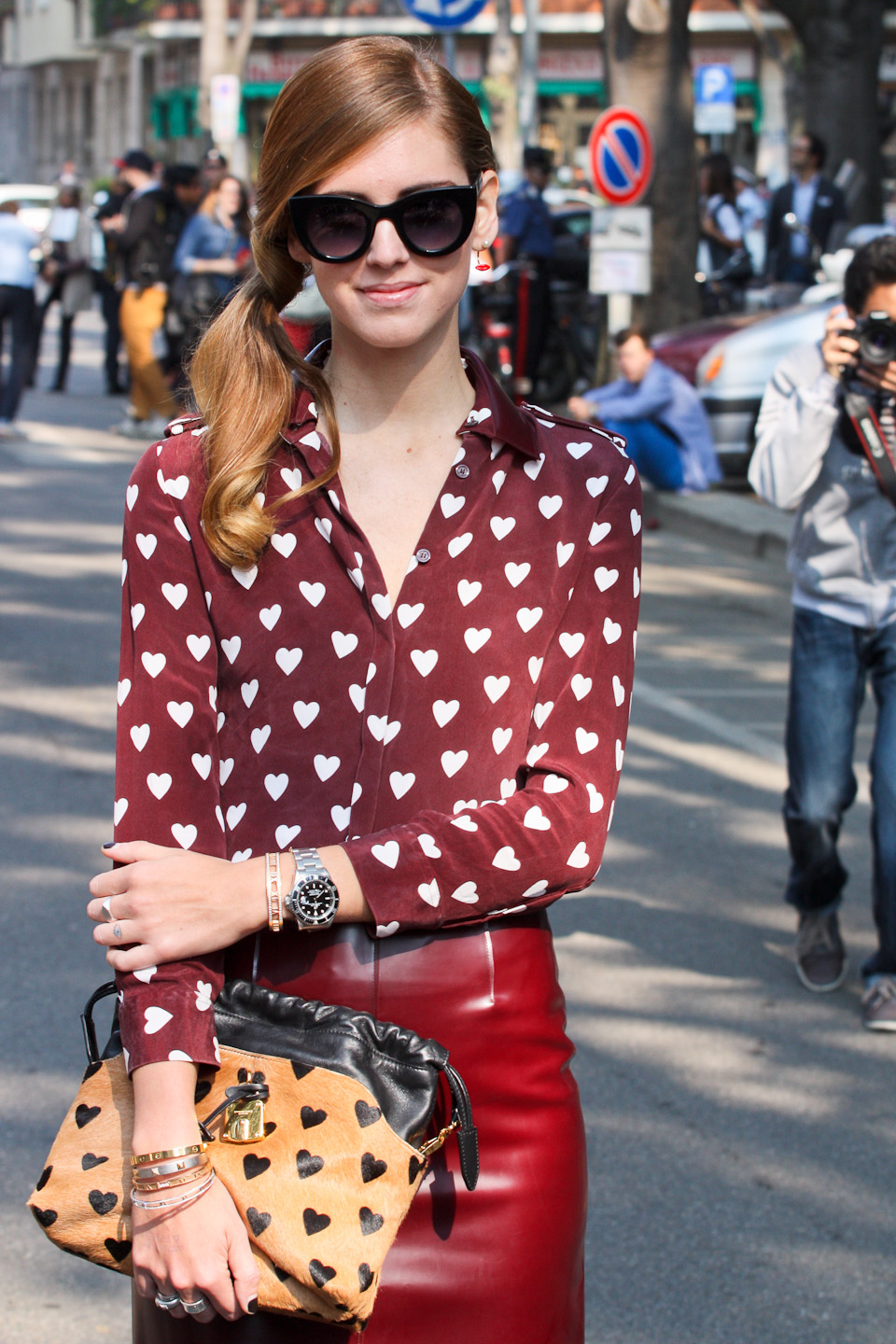
La fashion influencer e blogger italiana Chiara Ferragni, nota per i suoi post di moda sponsorizzati.

Diversi tipi di celebrità di internet possono fare soldi in vari modi, ma la maggior parte di essi guadagna soldi con le sponsorizzazioni. Le celebrità di internet possono usare la loro fama per promuovere prodotti o servizi ai loro follower e si ritiene che forniscano credibilità ai prodotti.
Le celebrità di internet possono aumentare le proprie entrate creando una linea di prodotti e merchandise. In generale, il termine self-branding, o personal branding, descrive lo sviluppo di un'immagine pubblica per guadagno commerciale o come capitale sociale o culturale. Dal momento che i social media permettono di caricare online contenuti di qualsiasi tipo senza richiedere competenze tecniche particolari, "con la sua quasi ubiquità, il web è diventato la piattaforma perfetta per il personal branding".
Ad esempio, la fashion blogger Chiara Ferragni ha iniziato come blogger online, quindi ha guadagnato milioni di follower su Instagram. Successivamente ha creato il suo marchio, a suo proprio nome.

### Incontri coi fan

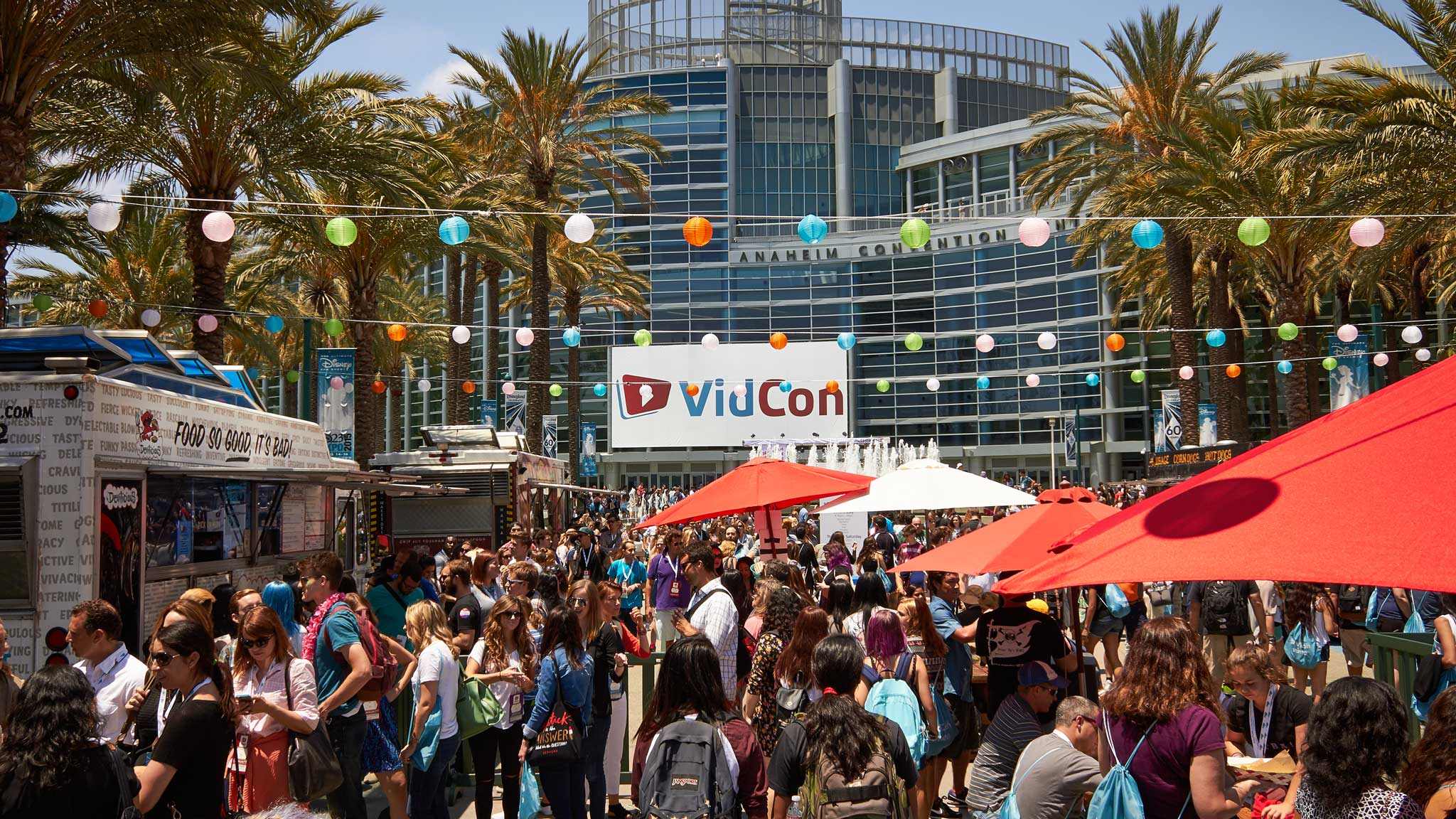
VidCon, evento annuale che invita youtuber e creatori di video online e permette ai fan di incontrarli

Le celebrità di internet possono organizzare degli eventi per incontrare i fan dal vivo, e allo stesso tempo, chiedere il pagamento di un biglietto ai fan che vogliano partecipare. Questo tipo di eventi richiede un'adeguata organizzazione, perché c'è il pericolo che folle di fan non appropriatamente gestite creino situazioni pericolose.

## Formazione
Per quanto questi personaggi siano, molto spesso, affiancati da professionisti del mondo del marketing e della comunicazione, negli ultimi anni sono nati dei corsi di laurea specifici (inquadrati sotto le facoltà di Scienze della Comunicazione) che consentono di studiare più nel dettaglio materie come Metodologia della ricerca sociale o Etica della comunicazione, propedeutiche per la costruzione del mindset stesso dell'influencer.

## Regolamentazione
Nel maggio 2023, l'Asseblea nazionale francese è stata al primo organo legislativo al mondo ad adottare una regolamentazione per l'attività di influencer. Già in precedenza, gli influencer avevano l'obbligo di dichiarare la presenza di contenuti pubblicitari nei loro siti. La nuova norma ha introdotto il divieto di pubblicizzare le pratiche di chirurgia estetica e di desistenza terapeutica, i prodotti contenenti nicotina, e, nei siti che non sono vietati ai minorenni, anche delle scommesse sportive e dei giochi d'azzardo. La legge impone di evidenziare le immagini ritoccate con programmi specifici e prevede la reclusione fino a 2 anni e multe fino a €300.000 per i trasgressori.